# Basketball-Bundesliga 2008-2009
La Basketball-Bundesliga 2008-2009 è stata la 43ª edizione del massimo campionato tedesco di pallacanestro maschile. La vittoria finale è stata ad appannaggio dell'EWE Baskets Oldenburg.

## Stagione regolare
|     | Squadra                          | G  | V  | P  | PF    | PS    | Pt. | Qualificazione     |
| --- | -------------------------------- | -- | -- | -- | ----- | ----- | --- | ------------------ |
| 1.  | ALBA Berlin                      | 34 | 26 | 8  | 2.712 | 2.392 | 52  | playoffs           |
| 2.  | MEG Göttingen                    | 34 | 25 | 9  | 2.566 | 2.396 | 50  | playoffs           |
| 3.  | EWE Baskets Oldenburg            | 34 | 25 | 9  | 2.667 | 2.488 | 50  | playoffs           |
| 4.  | Telekom Baskets Bonn             | 34 | 22 | 12 | 2.564 | 2.478 | 44  | playoffs           |
| 5.  | ratiopharm Ulm                   | 34 | 21 | 13 | 2.678 | 2.644 | 42  | playoffs           |
| 6.  | Deutsche Bank SKYLINERS          | 34 | 21 | 13 | 2.442 | 2.301 | 42  | playoffs           |
| 7.  | Brose Baskets Bamberg            | 34 | 19 | 15 | 2.508 | 2.373 | 38  | playoffs           |
| 8.  | Paderborn Baskets                | 34 | 18 | 16 | 2.607 | 2.563 | 36  | playoffs           |
| 9.  | Artland Dragons                  | 34 | 18 | 16 | 2.633 | 2.606 | 36  |                    |
| 10. | TBB Trier                        | 34 | 16 | 18 | 2.588 | 2.623 | 32  |                    |
| 11. | EnBW Ludwigsburg                 | 34 | 16 | 18 | 2.307 | 2.432 | 32  |                    |
| 12. | Giants Düsseldorf                | 34 | 14 | 20 | 2.616 | 2.701 | 28  |                    |
| 13. | New Yorker Phantoms Braunschweig | 34 | 14 | 20 | 2.452 | 2.455 | 28  |                    |
| 14. | WALTER Tigers Tübingen           | 34 | 14 | 20 | 2.566 | 2.638 | 28  |                    |
| 15. | Köln 99ers                       | 34 | 11 | 23 | 2.486 | 2.628 | 22  |                    |
| 16. | Giants Nördlingen                | 34 | 11 | 23 | 2.466 | 2.619 | 22  |                    |
| 17. | LTi Gießen 46ers                 | 34 | 8  | 26 | 2.400 | 2.644 | 16  | retrocesse in ProA |
| 18. | Eisbären Bremerhaven             | 34 | 7  | 27 | 2.553 | 2.830 | 14  | retrocesse in ProA |

## Playoff
|  | Quarti di finale | Quarti di finale  | Quarti di finale |               |               | Semifinali   | Semifinali | Semifinali |  |  | Finali | Finali       | Finali |
|  |                  |                   |                  |               |               |              |            |            |  |  |        |              |        |
|  | 1.               | Alba Berlino      | 3                |               |               |              |            |            |  |  |        |              |        |
|  | 8.               | Paderborn         | 2                |               |               |              |            |            |  |  |        |              |        |
|  | 8.               | Paderborn         | 2                |               | 1.            | Alba Berlino | 2          |            |  |  |        |              |        |
|  |                  |                   |                  |               | 1.            | Alba Berlino | 2          |            |  |  |        |              |        |
|  |                  | 4.                | Telekom Bonn     | 3             |               |              |            |            |  |  |        |              |        |
|  | 4.               | 4.                | Telekom Bonn     | 3             | Telekom Bonn  | 3            |            |            |  |  |        |              |        |
|  | 4.               |                   |                  |               | Telekom Bonn  | 3            |            |            |  |  |        |              |        |
|  | 5.               | Ulma              | 0                |               |               |              |            |            |  |  |        |              |        |
|  |                  |                   |                  |               |               |              |            |            |  |  | 4.     | Telekom Bonn | 2      |
|  |                  |                   | 3.               | EWE Oldenburg | 3             |              |            |            |  |  |        |              |        |
|  | 2.               | BG 74 Gottinga    | 1                |               |               |              |            |            |  |  |        |              |        |
|  | 7.               | Bamberger         | 3                |               |               |              |            |            |  |  |        |              |        |
|  | 7.               | Bamberger         | 3                |               | 7.            | Bamberger    | 0          |            |  |  |        |              |        |
|  |                  |                   |                  |               | 7.            | Bamberger    | 0          |            |  |  |        |              |        |
|  |                  | 3.                | EWE Oldenburg    | 3             |               |              |            |            |  |  |        |              |        |
|  | 3.               | 3.                | EWE Oldenburg    | 3             | EWE Oldenburg | 3            |            |            |  |  |        |              |        |
|  | 3.               |                   |                  |               | EWE Oldenburg | 3            |            |            |  |  |        |              |        |
|  | 6.               | Skyl. Francoforte | 1                |               |               |              |            |            |  |  |        |              |        |

| Basketball-Bundesliga 2008-2009 |
| ------------------------------- |
| EWE Baskets Oldenburg 1º titolo |

## Squadra vincitrice
| N°   | Naz.                            | Ruolo | Sportivo              |  | Alt. |  |
| ---- | ------------------------------- | ----- | --------------------- |  | ---- |  |
| 4    | Serbia (bandiera)               | C     | Marko Šćekić          |  | 207  |  |
| 5    | Germania (bandiera)             | GA    | Marco Buljević        |  | 196  |  |
| 6    | Germania (bandiera)             | AG    | Daniel Strauch        |  | 206  |  |
| 7    | Stati Uniti (bandiera)          | P     | Jonathan Wallace      |  | 188  |  |
| 8    | Stati Uniti (bandiera)          | G     | Je'Kel Foster         |  | 198  |  |
| 10   | Serbia (bandiera)               | AG    | Milan Majstorović     |  | 207  |  |
| 12   | Croazia (bandiera)              | AG    | Jasmin Perković       |  | 203  |  |
| 19   | Germania (bandiera)             | P     | Daniel Hain           |  | 195  |  |
| 22   | Stati Uniti (bandiera)          | P     | Jason Gardner         |  | 178  |  |
| 23   | Stati Uniti (bandiera)          | GA    | Rickey Paulding       |  | 193  |  |
| 33   | Serbia (bandiera)               | G     | Miladin Peković       |  | 196  |  |
| 44   | Camerun (bandiera)              | C     | Ruben Boumtje-Boumtje |  | 213  |  |
| All. | Bosnia ed Erzegovina (bandiera) |       | Predrag Krunić        |  |      |  |

## Premi e riconoscimenti
- MVP regular season:  Jason Gardner, EWE Baskets Oldenburg
- MVP finals:  Rickey Paulding, EWE Baskets Oldenburg
- Allenatore dell'anno:  John Patrick, MEG Göttingen
- Attaccante dell'anno:  Julius Jenkins, ALBA Berlin
- Difensore dell'anno:  Immanuel McElroy, ALBA Berlin
- Giocatore più migliorato:  Rocky Trice, MEG Göttingen
- Giocatore più popolare:  Rickey Paulding, EWE Baskets Oldenburg
- Rookie dell'anno:  Per Günther, ratiopharm Ulm
- All-BBL First Team:
  - G  Jason Gardner, EWE Baskets Oldenburg
  - G  Julius Jenkins, ALBA Berlin
  - F  Rickey Paulding, EWE Baskets Oldenburg
  - F  Jeff Gibbs, ratiopharm Ulm
  - C  Chris Ensminger, Paderborn Baskets
- All-BBL Second Team:
  - G  Kyle Bailey, BG 74 Göttingen
  - G  Rocky Trice, MEG Göttingen
  - F  Immanuel McElroy, ALBA Berlin
  - F  Predrag Šuput, Brose Bamberg
  - C  Raško Katić, WALTER Tigers Tübingen